# 万德·约翰尼斯·德哈斯

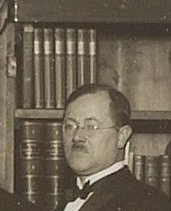
1925年12月11日

万德·约翰尼斯·德哈斯（荷蘭語：Wander Johannes de Haas，1878年3月2日—1960年4月26日），荷兰物理学家、数学家，1934年拉姆福德奖章得主，爱因斯坦－德哈斯效应、舒勃尼科夫-德哈斯效应和德哈斯-范阿尔芬效应而知名，博士生导师为超导现象发现者、诺贝尔物理学奖得主海克·卡末林·昂内斯。妻子为物理学家亨德里克·洛伦兹的女儿、物理学家海特勒伊达·德哈斯-洛伦兹，育有二子二女。